# شرلی (حوزه سرشماری)، ماساچوست
شرلی (به انگلیسی: Shirley) یک منطقهٔ مسکونی در ایالات متحده آمریکا است که در شهرستان میدلسکس، ماساچوست واقع شده‌است. شرلی ۳٫۵ کیلومتر مربع مساحت و ۱٬۴۴۱ نفر جمعیت دارد و ۸۷ متر بالاتر از سطح دریا واقع شده‌است.